# Campeonato de Futebol Feminino Sub-17 da OFC
O Campeonato de Futebol Feminino Sub-17 da OFC, anteriormente conhecido como Torneio Qualificatório de Futebol Feminino Sub-17 da OFC, é uma competição futebolística organizada pela Confederação de Futebol da Oceania (OFC).
O torneio foi criado para definir o representante da OFC na Copa do Mundo de Futebol Feminino Sub-17. Como a primeira edição do torneio mundial foi realizada na Nova Zelândia, a seleção do país se classificou automaticamente para a disputa e o torneio qualificatório não foi realizado.
As duas primeiras edições do torneio foram sediadas na cidade de Auckland, Nova Zelândia. Em ambas, a seleção sede conquistou os títulos e a vaga para a Copa do Mundo da categoria. Por sua vez, a terceira edição foi realizada em Ilhas Cook e foi novamente conquistada pela Nova Zelândia. No ano seguinte, a quarta edição sofreu uma alteração e a idade limite caiu para 16 anos, novamente a Nova Zelândia conquistou o torneio.

## Edições
| 2010 detalhes | Auckland, Nova Zelândia   | Nova Zelândia | [ notas 1 ] | Ilhas Salomão    | Papua-Nova Guiné | [ notas 1 ] | Tonga          |
| 2012 detalhes | Auckland, Nova Zelândia   | Nova Zelândia | [ notas 1 ] | Papua-Nova Guiné | Ilhas Cook       | [ notas 1 ] | Nova Caledônia |
| 2016 detalhes | Matavera, Ilhas Cook      | Nova Zelândia | 8 – 0       | Papua-Nova Guiné | Fiji             | 3 – 2       | Nova Caledônia |
| 2017 detalhes | Apia, Samoa               | Nova Zelândia | 6 – 0       | Nova Caledônia   | Fiji             | [ notas 2 ] | Ilhas Cook     |
| 2023 detalhes | Pirae, Polinésia Francesa | Nova Zelândia | 1 – 0       | Fiji             | Taiti            | 5 – 3       | Tonga          |
| 2024 detalhes | Suva, Fiji                | Nova Zelândia | 4 – 0       | Samoa            | Tonga            | 1 – 0       | Nova Caledônia |

## Títulos
| Seleção          | Título                                  | Vice            |
| ---------------- | --------------------------------------- | --------------- |
| Nova Zelândia    | 6 (2010, 2012, 2016, 2017, 2023 e 2024) |                 |
| Papua-Nova Guiné |                                         | 2 (2012 e 2016) |
| Ilhas Salomão    |                                         | 1 (2010)        |
| Nova Caledônia   |                                         | 1 (2017)        |
| Taiti            |                                         | 1 (2023)        |
| Samoa            |                                         | 1 (2024)        |